# Векеман, Дик
Ди́к Векеман (нидерл. Dirk Vekeman; 25 сентября 1960, Уккел — 5 мая 2013, Dworp, Фламандский регион) — бельгийский футболист, игравший на позиции вратаря. В составе «Андерлехта» становился чемпионом Бельгии четыре раза.

## Биография

### Игровая карьера
Векеман в течение восьми сезонов играл за «Андерлехт», в составе которого четыре раза выигрывал чемпионат Бельгии, два Суперкубка страны, а также финал Кубка УЕФА 1983 года, в котором по сумме двух матчей была обыграна лиссабонская «Бенфика». Большую часть карьеры он оставался резервным вратарём команды, поскольку основным был Жаки Мунарон.
Покинув «Андерлехт», Векеман играл за «Расинг» (1987—1988), «Моленбек» (1988—1989) и «Рупель Бом», в котором играл шесть сезонов и завершил карьеру игрока.

### Смерть
Скончался 5 мая 2013 года в возрасте 52 лет.

## Достижения
«Андерлехт»
- Чемпион Бельгии (4): 1980/81, 1984/85, 1985/86, 1986/87
- Обладатель Суперкубка Бельгии (2): 1985, 1987
- Обладатель Кубка УЕФА (1): 1983